# Teorema di Taniyama-Shimura
In matematica, il teorema di Taniyama-Shimura, meglio noto come teorema di modularità, afferma che ogni curva ellittica, definita sul campo dei numeri razionali, è modulare. In una formulazione equivalente, afferma che per ogni curva ellittica definita su {\displaystyle \mathbb {Q} } esiste una forma modulare la cui L-serie coincide con la L-serie della curva ellittica considerata.
Questo teorema è stato enunciato in origine come congettura da Yutaka Taniyama nel settembre del 1955, riformulato con più rigore da Gorō Shimura nel 1957 e in seguito ripreso da André Weil che nel 1967 aprì la strada alla sua dimostrazione. Nel 1994 Andrew Wiles e Richard Taylor ne dimostrarono il caso particolare per le curve ellittiche semistabili, a costituire una parte significativa della dimostrazione dell'ultimo teorema di Fermat di Wiles. La dimostrazione del teorema di modularità fu completata nel 2001 da Christophe Breuil, Brian Conrad, Fred Diamond e dallo stesso Taylor che, partendo dal lavoro di Wiles, dimostrarono gli altri casi rimanenti.